# Fosfoenolpiruvato carboxiquinasa
La fosfoenolpiruvato carboxiquinasa (PEPCK) (EC 4.1.1.32) es una enzima de la familia de las liasas que participa en la ruta metabólica de la gluconeogénesis. Cataliza la reacción de conversión del oxaloacetato en fosfoenolpiruvato y dióxido de carbono CO2 consumiendo GTP.
Oxaloacetato + GTP {\displaystyle \rightleftharpoons } Fosfoenolpiruvato + GDP + CO2
Mientras que la mayoría de reacciones de la gluconeogénesis pueden utilizar las enzimas de la glicólisis para catalizar las reacciones en sentido opuesto, la reacción catalizada por la piruvato quinasa es irreversible. Las enzimas piruvato carboxilasa y fosfoenolpiruvato carboxiquinasa proporcionan una ruta alternativa para invertir la reacción de la piruvato quinasa.
Glicólisis →
Fosfoenolpiruvato + ADP {\displaystyle \rightleftharpoons } Piruvato + ATP (catalizada por la piruvato quinasa)
Gluconeogénesis →
Piruvato + CO2 + H2O + ATP {\displaystyle \rightleftharpoons } Oxaloacetato + ADP + Pi + 2H+ (catalizada por la piruvato carboxilasa)
Oxaloacetato + GTP {\displaystyle \rightleftharpoons } Fosfoenolpiruvato + GDP + CO2 (catalizada por la fosfoenolpiruvato carboxiquinasa)
La fosfoenolpiruvato carboxiquinasa (PEPCK) se encuentra en dos isoformas:
- PEPCK1 o PEPCK-C: Soluble, citosólica.

- PEPCK2 o PEPCK-M: Mitocondrial.[2][1]

Estas isoformas tienen un 63% de la secuencia igual. La forma citosólica es importante en la gluconeogénesis.
Se ha propuesto a un residuo de cisteína como participante en el mecanismo catalítico; este residuo está localizado en la parte central de la PEPCK y está en el centro de una región perfectamente conservada.

## La fosfoenolpiruvato carboxiquinasa en diferentes especies
La transcripción de la fosfoenolpiruvato carboxiquinasa ocurre en muchas especies. La secuencia de aminoácidos es diferente entre ellas. Así, por ejemplo, su estructura y especificidad difiere en humanos, Escherichia coli y el parásito Trypanosoma cruzi.

### Animales
En los animales, la reacción catalizada por la fosfoenolpiruvato carboxiquinasa (PEPCK) es una de las etapas clave de la gluconeogenesis, proceso por el que las células de algunos tejidos, como el hígado o el riñón, generan glucosa a partir de precursores metabólicos.
Los niveles de glucosa en la sangre se mantienen entre límites bien definidos en parte gracias a la regulación precisa de la expresión del gen que codifica para el isoenzima citosólico de la PEPCK (PCK1), controlado por diversos mecanismos hormonales. La actividad de la PEPCK se incrementa mediante la secreción de cortisol del córtex adrenal y glucagón de las células alfa del páncreas. 
El glucagón indirectament eleva la expresión de la PEPCK incrementando los niveles de cAMP (vía activación de la adenilil ciclasa) en el hígado que fosforila la Ser-133 en una lámina beta de la proteína CREB. La proteína CREB se une al elemento CRE  (región del Elemento de Respuesta del cAMP) del promotor del gen PCK1, induciendo su transcripción. Por otro lado, el cortisol también induce la transcripción de la PEPCK1 o PEPCK-C, uniéndose al elemento de Respuesta del Glucocorticoide (GRE). Juntos, cortisol y glucagón pueden tener resultado sinérgicos activando el gen de la PEPCK.

### Plantas
En la vía de 4 carbonos de las plantas, en primer lugar el dióxido de carbono es fijado en las hojas por combinación del fosfoenolpiruvato para formar oxaloacetato. El oxaloacetato es entonces convertido a malato o aspartato, que migra al haz vascular en cuyas células son convertidos en piruvato y oxaloacetato respectivamente. La fosfoenolpiruvato carboxiquinasa (PEPCK) descarboxila el oxaloacetato en el haz vascular liberando dióxido de carbono que es fijado por la enzima RuBisCO. Para el piruvato, la conversión a PEP nuevamente se realiza con la enzima piruvato fosfato dicinasa (PPDK).

## Otros tipos de fosfoenolpiruvato carboxiquinasa
Existen otros tipos de fosfoenolpiruvato carboxiquinasa no presentes en el ser humano. La enzima del Homo sapiens utiliza el GTP como fuente de energía, los otros tipos existentes en la naturaleza utilizan difosfato y ATP como fuente energética.

### Fosfoenol carboxiquinasa (difosfato)
La enzima fosfoenolpiruvato carboxiquinasa (difosfato) (EC 4.1.1.38) utiliza el difosfato como fuente de energía para realizar la reacción de descarboxilación del oxaloacetato.
Oxaloacetato + difosfato {\displaystyle \rightleftharpoons } Fosfoenolpiruvato + fosfato + CO2

### Fosfoenol carboxiquinasa (ATP)
La enzima fosfoenolpiruvato carboxiquinasa (ATP) (EC 4.1.1.49) utiliza ATP como fuente energética para realizar la reacción de descarboxilación del oxaloacetato.
Oxaloacetato + ATP {\displaystyle \rightleftharpoons } Fosfoenolpiruvato + ADP + CO2